# Lijst van voetbalinterlands Albanië - Finland
Deze lijst van voetbalinterlands is een overzicht van alle officiële voetbalwedstrijden tussen de nationale teams van Albanië en Finland. De landen hebben tot op heden zeven keer tegen elkaar gespeeld. De eerste wedstrijd was een kwalificatiewedstrijd voor het Wereldkampioenschap voetbal 1974 op 21 juni 1972 in Helsinki. De laatste confrontatie, een vriendschappelijke wedstrijd, dateert van 7 januari 2002 en werd gespeeld in Riffa (Bahrein).

## Wedstrijden
| № | Plaats   | Datum            | Competitie           | Wedstrijd         | Uitslag |
| - | -------- | ---------------- | -------------------- | ----------------- | ------- |
| 1 | Helsinki | 21 juni 1972     | WK 1974 kwalificatie | Finland – Albanië | 1 – 0   |
| 2 | Tirana   | 10 oktober 1973  | WK 1974 kwalificatie | Albanië – Finland | 1 – 0   |
| 3 | Tirana   | 3 september 1980 | WK 1982 kwalificatie | Albanië – Finland | 2 – 0   |
| 4 | Kotka    | 2 september 1981 | WK 1982 kwalificatie | Finland – Albanië | 2 – 1   |
| 5 | Helsinki | 2 september 2000 | WK 2002 kwalificatie | Finland – Albanië | 2 – 1   |
| 6 | Tirana   | 1 september 2001 | WK 2002 kwalificatie | Albanië – Finland | 0 – 2   |
| 7 | Riffa    | 7 januari 2002   | Vriendschappelijk    | Albanië – Finland | 1 – 1   |

## Samenvatting
| Competitie        | Totaal gespeeld | Winst Albanië | Gelijk | Winst Finland | Doelsaldo Albanië – Finland |
| ----------------- | --------------- | ------------- | ------ | ------------- | --------------------------- |
| WK-kwalificatie   | 6               | 2             | 0      | 4             | 5 − 7                       |
| Vriendschappelijk | 1               | 0             | 1      | 0             | 1 − 1                       |
| Totaal            | 7               | 2             | 1      | 4             | 6 − 8                       |

Wedstrijden bepaald door strafschoppen worden, in lijn met de FIFA, als een gelijkspel gerekend.

## Details

### Eerste ontmoeting
| WK 1974 kwalificatie (Helsinki, Finland, 21 juni 1972): |              | |
| Finland | 1 – 0        | Albanië |
| Miikka Toivola 13' | goals        | |
| Olavi Laaksonen | bondscoach   | Loro Boriçi |
| Timo Nevanperä Pekka Kosonen Vilho Rajantie Ari Mäkynen Esko Ranta Jouko Suomalainen Pekka Heikkilä Olavi Litmanen Miikka Toivola Heikki Suhonen Semi Nuoranen | opstellingen | Bashkim Muhedini Mihal Gjika Bujar Çani Safet Berisha Astrit Ziu Ramazan Rragami Sabah Bizi Faruk Sejdini 62' Mehmet Xhafa Ilir Përnaska Panajot Pano |
| | wissels      | 62' Vladimir Balluku |
| - Debuut van Mehmet Xhafa (Dinamo Tirana) voor Albanië. |              | |

### Vijfde ontmoeting
| WK-kwalificatie (Helsinki, Finland, 2 september 2000): |              | |
| Finland | 2 – 1        | Albanië |
| Jari Litmanen 45' Aki Riihilahti 67' | goals        | 63' Edvin Murati |
| Antti Muurinen | bondscoach   | Medin Zhega |
| Jussi Jääskeläinen Aarno Turpeinen Hannu Tihinen Sami Hyypiä Janne Saarinen Simo Valakari Miika Koppinen 46' Mika Nurmela 58' Jari Litmanen Joonas Kolkka Mikael Forssell 78' | opstellingen | Foto Strakosha Altin Lala Geri Çipi Arian Xhumba Rudi Vata 76' Edvin Murati Altin Haxhi 46' Devi Muka Bledar Kola Altin Rraklli Igli Tare |
| Aki Riihilahti 46' Jonatan Johansson 58' Harri Ylönen 78' | wissels      | 46' Ervin Skela 76' Alban Bushi |
| Hannu Tihinen 49' | gele kaarten | 20' Edvin Murati 30' Bledar Kola 71' Rudi Vata                                                                                            |
| Janne Saarinen 70', 73' | rode kaarten | |